# Forest, Ohio
Forest är en ort i Hardin County i delstaten Ohio, USA.